# Monte Amiata
Mount Amiata er den største af lavakuplerne i Amiata lavadomekomplekset der ligger omkring 20 km nordvest for Bolsena-søen i den sydlige del af Toscana-regionen i Italien. Det er beliggende i provinserne Grosseto og Siena.

## Geologi
Mount Amiata (La Vetta) er en sammensat lavakuppel med en trachytisk lavastrøm, der strækker sig mod øst. Den er en del af den større vulkan i Amiatakomplekset. En massiv viskøs trachydacitisk lavastrøm, 5 km lang og 4 km bred, er en del af basalkomplekset og strækker sig fra under den sydlige base af Corno de Bellaria-kuplen. Radiometriske data indikerer, at Amiata-komplekset havde en større udbrudsepisode for omkring 300.000 år siden. Ingen eruptiv aktivitet har fundet sted ved Amiata under Holocæn, men termisk aktivitet, herunder cinnobermineralisering, fortsætter ved et geotermisk felt nær byen Bagnore, i den sydvestlige ende af kuppelkomplekset.

## Økonomi
De vigtigste økonomiske ressourcer i Amiata-regionen er kastanjer, tømmer og i stigende grad turisme (skisportssteder omfatter topområdet, Prato delle Macinaie, Prato della Contessa, Rifugio Cantore og Pian della Marsiliana). De lavere områder er præget af oliventræer og vinstokke. Anden vegetation omfatter bøg og gran. Fra 1870'erne til omkring 1980 blev cinnober udvundet her. 
Regionen ligger i kommunerne Abbadia San Salvatore, Arcidosso, Castel del Piano, Piancastagnaio, Santa Fiora og Seggiano, alle beliggende mellem 600 og 800 meters højde.